# Landkreis Münster
Der Landkreis Münster war ein Kreis im Norden von Nordrhein-Westfalen. Er bestand seit dem Jahr 1816, als infolge des Wiener Kongresses fast ganz Westfalen unter preußische Herrschaft kam, die Provinz Westfalen gebildet und in Landkreise gegliedert wurde. Aufgelöst wurde er im Zuge der Gebietsreform am 1. Januar 1975 durch das Münster/Hamm-Gesetz. Verwaltungssitz des Landkreises war die kreisfreie Stadt Münster, die gleichzeitig Rechtsnachfolger des Kreises ist.

## Geographie

### Lage
Der Kreis lag in der von sandig-lehmigen Ablagerungen überdeckten Westfälischen Tieflandsbucht in einer von Streusiedlungen und Einzelhöfen geprägten Landschaft, dem Münsterland. Er umschloss die ehemalige Provinzhauptstadt Münster, die zum Sitz des nordrhein-westfälischen Regierungsbezirks Münster wurde, vollständig. Die Kreisverwaltung befand sich im Kreishaus am Ludgeriplatz in Münster, das 1960 nach Plänen von Harald Deilmann errichtet wurde und heute als Stadthaus 2 von der Stadtverwaltung Münster genutzt wird.

### Nachbarkreise
Der Kreis Münster grenzte 1974 im Uhrzeigersinn im Nordwesten beginnend an die Kreise Steinfurt, Tecklenburg, Warendorf, Beckum, Lüdinghausen und Coesfeld. Die kreisfreie Stadt Münster umschloss er vollständig.

### Gliederung
Der Kreis gliederte sich vor Beginn der kommunalen Neugliederung in eine amtsfreie Stadt, drei weitere amtsfreie Gemeinden sowie fünf Ämter mit insgesamt einer Stadt und 18 weiteren Gemeinden. Er hatte eine Fläche von 786,79 km² und 115.801 Einwohner (Stand 30. Juni 1967).
| Gemeinde           | Amt               | heute zu      | Kreis     | Eingemeindung |
| ------------------ | ----------------- | ------------- | --------- | ------------- |
| Albachten          | Amt Roxel         | Münster       | kreisfrei | 01.01.1975    |
| Albersloh          | Amt Wolbeck       | Sendenhorst   | Warendorf | 01.01.1975    |
| Alverskirchen      | Amt Wolbeck       | Everswinkel   | Warendorf | 01.01.1975    |
| Amelsbüren         | Amt Sankt Mauritz | Münster       | kreisfrei | 01.01.1975    |
| Angelmodde         | Amt Wolbeck       | Münster       | kreisfrei | 01.01.1975    |
| Appelhülsen        | Amt Nottuln       | Nottuln       | Coesfeld  | 01.01.1975    |
| Bösensell          | Amt Roxel         | Senden        | Coesfeld  | 01.01.1975    |
| Gimbte             | amtsfrei          | Greven        | Steinfurt | 01.01.1975    |
| Greven, Stadt      | amtsfrei          | Greven        | Steinfurt |               |
| Handorf            | Amt Sankt Mauritz | Münster       | kreisfrei | 01.01.1975    |
| Havixbeck          | amtsfrei          | Havixbeck     | Coesfeld  |               |
| Hiltrup            | Amt Sankt Mauritz | Münster       | kreisfrei | 01.01.1975    |
| Nienberge          | Amt Roxel         | Münster       | kreisfrei | 01.01.1975    |
| Nottuln            | Amt Nottuln       | Nottuln       | Coesfeld  | 01.01.1975    |
| Rinkerode          | Amt Wolbeck       | Drensteinfurt | Warendorf | 01.01.1975    |
| Roxel              | Amt Roxel         | Münster       | kreisfrei | 01.01.1975    |
| Saerbeck           | amtsfrei          | Saerbeck      | Steinfurt |               |
| Sankt Mauritz      | Amt Sankt Mauritz | Münster       | kreisfrei | 01.01.1975    |
| Schapdetten        | Amt Nottuln       | Nottuln       | Coesfeld  | 01.01.1975    |
| Telgte, Kirchspiel | Amt Telgte        | Telgte        | Warendorf | 01.07.1968    |
| Telgte, Stadt      | Amt Telgte        | Telgte        | Warendorf |               |
| Westbevern         | Amt Telgte        | Telgte        | Warendorf | 01.01.1975    |
| Wolbeck            | Amt Wolbeck       | Münster       | kreisfrei | 01.01.1975    |

## Geschichte
Nachdem der östliche Teil des Münsterlandes als Fürstentum Münster 1803 durch den Reichsdeputationshauptschluss an Preußen gefallen war, wurde das Fürstentum am 1. Januar 1804 durch eine preußische Verfügung in vier Kreise eingeteilt. Neben den Kreisen Beckum, Lüdinghausen und Warendorf wurde der Kreis Münster eingerichtet. Er umfasste die Städte Bevergern und Telgte, die Kirchspiele Albachten, Dreierwalde, Gimbte, Handorf, Hiltrup, Hopsten, Lamberti, Ostbevern, Riesenbeck, St. Mauritz, Telgte, Überwasser und Westbevern sowie kleinere Gebietsteile der Kirchspiele Emsdetten, Greven, Havixbeck, Mesum, Nienberge, Nottuln, Rheine, Roxel und Saerbeck. Die Stadt Münster blieb kreisfrei.
Landrat des Kreises wurde Franz von Korff gen. Schmising-Kerssenbrock. Bei einer Neugliederung der Kreise im Fürstentum Münster wurde der Kreis Münster  am 1. Juni 1806 um den größten Teil des aufgelösten Kreises Lüdinghausen vergrößert. Gleichzeitig wurde aus dem Nordteil des Kreises Münster der neue Kreis Bevergern gebildet. Mit dem Frieden von Tilsit verzichtete Preußen 1807 auf seine Besitzrechte am Fürstentum Münster. 1808 kam das Kreisgebiet zum Großherzogtum Berg und 1810 wurde der nordwestliche Teil des ehemaligen Kreisgebiets von Frankreich annektiert. Die Franzosenzeit dauerte im Münsterland bis zum Einmarsch preußischer Truppen im Herbst 1813.

Der Kreis Münster im Jahr 1842

Durch die Bestimmungen des Wiener Kongresses fiel das Münsterland 1815 endgültig an Preußen und wurde Teil der neuen Provinz Westfalen. Im Rahmen der Kreiseinteilung des Regierungsbezirks Münster wurde zum 10. August 1816 wieder ein Kreis Münster gebildet, zunächst bestehend aus den Bürgermeistereien Greven, Ladbergen, Nottuln, Roxel, Sankt Mauritz, Saerbeck, Telgte und Wolbeck. Die Stadt Münster war eine Immediatstadt und gehörte nicht zum Kreis, wurde jedoch sein Verwaltungssitz.
Am 1. Januar 1832 gab der Kreis Münster die Gemeinden Ladbergen an den Kreis Tecklenburg und Appelhülsen an den Kreis Lüdinghausen ab, erhielt aber die Gemeinde Havixbeck vom Kreis Coesfeld neu dazu. Appelhülsen kehrte am 1. Januar 1838 wieder in den Kreis Münster zurück.
Mit der Einführung der Landgemeinde-Ordnung für die Provinz Westphalen wurden in den Jahren 1843 und 1844 die Bürgermeistereien in Ämter überführt. Der Landkreis war seitdem in die folgenden sieben Ämter und 23 Gemeinden gegliedert:
| Amt       | Gemeinden                                                                               |
| --------- | --------------------------------------------------------------------------------------- |
| Greven    | Gimbte und Greven                                                                       |
| Havixbeck | Havixbeck                                                                               |
| Mauritz   | Amelsbüren, Handorf, Hiltrup, Lamberti, St. Mauritz und Überwasser                      |
| Nottuln   | Appelhülsen, Nottuln und Schapdetten                                                    |
| Roxel     | Albachten, Bösensell, Nienberge und Roxel                                               |
| Saerbeck  | Saerbeck                                                                                |
| Telgte    | Stadt Telgte, Kirchspiel Telgte und Westbevern                                          |
| Wolbeck   | Albersloh, Alverskirchen, Angelmodde, Rinkerode, Wigbold Wolbeck und Kirchspiel Wolbeck |

Durch die Eingemeindungen, die am 1. Januar 1875 wirksam wurden, kamen Teile der Gemeinden Lamberti, Überwasser und Sankt Mauritz zur Stadt Münster. Der Landkreis verlor dadurch circa 8,9 km² an Fläche. Am 1. Oktober 1894 wurden die beiden neuen Gemeinden Greven rechts der Ems und Greven links der Ems aus Greven ausgegliedert. Am 1. April 1903 wurden Lamberti und Überwasser sowie weitere Teile des Amtes Mauritz in die Stadt Münster eingemeindet. Insgesamt fiel dadurch eine Fläche von 56,4 km² an Münster. 
Havixbeck, das bis dahin ein eigenes Amt gebildet hatte, trat 1929 zum Amt Roxel. Das Einzelgemeindeamt Saerbeck wurde 1934 aufgehoben. Am 10. August 1952 wurden Greven rechts der Ems und Greven links der Ems wieder nach Greven eingemeindet. Das Amt Greven wurde 1954 aufgelöst, Greven und Gimbte waren seitdem amtsfrei. 
Am 1. April 1955 schied Havixbeck wieder aus dem Amt Roxel aus und wurde amtsfrei.
Zum 1. April 1957 wurden die Gemeinden Wigbold Wolbeck und Kirchspiel Wolbeck zur Gemeinde Wolbeck zusammengeschlossen.
Durch das Gesetz über den Zusammenschluß der Stadt Telgte und der Gemeinde Kirchspiel Telgte wurde die Gemeinde Kirchspiel Telgte zum 1. Juli 1968 in die Stadt Telgte eingemeindet. Am 1. Oktober 1969 wurde aus dem Landkreis der Kreis Münster.
Durch das Münster/Hamm-Gesetz wurde der Kreis Münster, der zuletzt noch 22 Gemeinden umfasste, am 1. Januar 1975 aufgelöst und auf die Stadt Münster sowie die neugebildeten Nachbarkreise aufgeteilt. Außerdem wurden alle Ämter des Kreises aufgelöst und zahlreiche Gemeindefusionen vorgenommen::
An die kreisfreie Stadt Münster fielen
- Albachten
- Amelsbüren
- Angelmodde
- Handorf
- Hiltrup
- Nienberge
- Roxel
- Sankt Mauritz und
- Wolbeck.

An den neuen Kreis Coesfeld fielen
- Nottuln mitsamt den eingegliederten Gemeinden Appelhülsen, Darup und Schapdetten
- Havixbeck und
- Bösensell als Teil der Gemeinde Senden (Westfalen).

An den neuen Kreis Steinfurt fielen
- Greven mitsamt der eingegliederten Gemeinde Gimbte und
- Saerbeck.

An den neuen Kreis Warendorf fielen
- Albersloh als Teil der Stadt Sendenhorst
- Alverskirchen als Teil der Gemeinde Everswinkel
- Rinkerode als Teil der Stadt Drensteinfurt und
- Telgte mitsamt der eingegliederten Gemeinde Westbevern.

## Einwohnerentwicklung
| Jahr | Einwohner | Quelle |
| ---- | --------- | ------ |
| 1819 | 029.645   | [ 21 ] |
| 1832 | 032.530   | [ 6 ]  |
| 1858 | 040.339   | [ 22 ] |
| 1871 | 045.469   | [ 23 ] |
| 1880 | 037.572   | [ 23 ] |
| 1890 | 041.432   | [ 24 ] |
| 1900 | 045.947   | [ 24 ] |
| 1910 | 044.571   | [ 24 ] |
| 1925 | 051.885   | [ 24 ] |
| 1939 | 063.337   | [ 24 ] |
| 1950 | 091.263   | [ 24 ] |
| 1960 | 095.000   | [ 24 ] |
| 1970 | 122.200   | [ 25 ] |
| 1973 | 136.000   | [ 26 ] |

## Politik

### Ergebnisse der Kreistagswahlen ab 1946
In der Liste werden nur Parteien und Wählergemeinschaften aufgeführt, die mindestens zwei Prozent der Stimmen bei der jeweiligen Wahl erhalten haben.
Stimmenanteile der Parteien in Prozent
| Jahr | CDU  | SPD  | DZP  | FDP | BHE |
| ---- | ---- | ---- | ---- | --- | --- |
| 1946 | 46,9 | 16,2 | 30,5 | 4,6 |     |
| 1948 | 36,5 | 18,6 | 40,3 | 3,3 |     |
| 1952 | 40,3 | 19,4 | 24,1 | 7,5 | 8,0 |
| 1956 | 45,1 | 21,9 | 22,5 | 5,7 | 4,8 |
| 1961 | 53,5 | 20,3 | 16,3 | 6,7 | 2,9 |
| 1964 | 54,2 | 24,9 | 14,4 | 6,5 |     |
| 1969 | 59,1 | 29,5 | 05,9 | 5,5 |     |

### Landräte
- 1804–1807: Franz von Korff gen. Schmising-Kerssenbrock
- 1816–1831: Lambert Hammer
- 1831:–0000 Bernhard Vonnegut (interimistisch)
- 1831–1864: Clemens von Korff gen. Schmising
- 1864–1874: Heinrich von Droste zu Hülshoff
- 1874–1887: Carl Albert Hagen
- 1887–1888: Robert Brüning[28] (kommissarisch)
- 1888–1896: Ignatz von Landsberg-Velen und Steinfurt
- 1896–1929: Franz Graf von Westphalen zu Fürstenberg
- 1929:–0000 Franz Buerstedde (vertretungsweise)
- 1929:–0000 Peter Joseph Jörg (kommissarisch)
- 1929–1933: Max Stiff
- 1933–1945: Friedrich Boeckenhoff
- 1945–1946: Max Stiff
- 1946–1948: Reinhold Bruens
- 1948–1974: Hugo Pottebaum

### Oberkreisdirektoren
- 1946–1955: Max Stiff
- 1955–1959: Paul Eising
- 1960–1969: Klaus Meyer-Schwickerath
- 1969–1974: Hermann Fechtrup

### Wappen
Das Wappen des Landkreises wurde am 1. Juli 1936 verliehen und besteht aus zwei Teilen. Der obere Teil zeigt das ehemalige Stiftswappen des Hochstifts Münster mit einem roten Balken auf goldenem Grund. Der untere Teil ist das Wappen der Grafen von Merveldt. Als Verwalter des Bischofs übten sie maßgeblichen Einfluss auf das Bistum aus.

## Kfz-Kennzeichen
Am 1. Juli 1956 wurde dem damaligen Landkreis bei der Einführung der bis heute gültigen Kfz-Kennzeichen das Unterscheidungszeichen MS zugewiesen. Es wird in der Stadt Münster durchgängig bis heute ausgegeben.